# Beaumetz-lès-Loges
Beaumetz-lès-Loges – miejscowość i gmina we Francji, w regionie Hauts-de-France, w departamencie Pas-de-Calais.
Według danych na rok 1990 gminę zamieszkiwało 940 osób, a gęstość zaludnienia wynosiła 189 osób/km² (wśród 1549 gmin regionu Nord-Pas-de-Calais Beaumetz-lès-Loges plasowała się na 579. miejscu pod względem liczby ludności, natomiast pod względem powierzchni na miejscu 681.).